# 第一夜
《第一夜》（英語：The First Night）是马克·李维创作的一部小说，于2009年12月2日由罗贝尔·拉丰出版社出版。该书是同年出版的小说《第一日》的续集。

## 情节
考古学家凯拉在中国的一条河流中溺水失踪，但她的爱人——天體物理學家阿德里安，认为她仍有生还的希望。在查看他们在中国旅行时拍摄的照片时，他发现凯拉的脸上有一道奇怪的伤疤，这是他之前没有注意到的细节。于是，阿德里安鼓起勇气，踏上了寻找她的旅程。然而，他并不知道自己一直在被一个神秘的组织追踪着。